# Edward Schwarzer
Edward Schwarzer (ur. 11 lutego 1929 w Krotoszynie, zm. 23 października 2012 w Opolu) – polski wioślarz, olimpijczyk, także lekkoatleta. Zawodnik AZS Wrocław.
Startował w czwórce bez sternika na Igrzyskach Olimpijskich w 1952 w Helsinkach wraz ze swym bratem Zbigniewem, Henrykiem Jagodzińskim i Zbigniewem Żarnowieckim. Osada zajęła 5. miejsce w finale. Sześciokrotnie był mistrzem Polski w dwójkach ze sternikiem, czwórkach bez sternika i czwórkach ze sternikiem.
Jako lekkoatleta został wicemistrzem Polski w dziesięcioboju z 1948.
Jako koszykarz przyczynił się w do awansu AZS Wrocław do I ligi w 1950 roku.